# Таскамбија (Мисури)
Таскамбија (енгл. Tuscumbia) град је у америчкој савезној држави Мисури.

## Демографија
По попису из 2010. године број становника је 203, што је 15 (-6,9%) становника мање него 2000. године.
| Група             | 2000.       | 2010.       |
| Белци             | 206 (94,5%) | 180 (88,7%) |
| Афроамериканци    | 4 (1,8%)    | 8 (3,9%)    |
| Азијати           | 2 (0,9%)    | 0 (0,0%)    |
| Хиспаноамериканци | 3 (1,4%)    | 12 (5,9%)   |
| Укупно            | 218         | 203         |